# Úsov
Úsov är en stad i Tjeckien.   Den ligger i regionen Olomouc, i den östra delen av landet, 190 km öster om huvudstaden Prag. Úsov ligger 285 meter över havet och antalet invånare är 1 186.
Terrängen runt Úsov är platt söderut, men norrut är den kuperad. Terrängen runt Úsov sluttar söderut. Runt Úsov är det ganska tätbefolkat, med 172 invånare per kvadratkilometer. Närmaste större samhälle är Mohelnice, 6,9 km väster om Úsov. Trakten runt Úsov består till största delen av jordbruksmark.